# Beaver Creek
Beaver Creek u biti  Beaver Creek Resort je najveće zimovalište SAD-a u dolini Vail Valley u Coloradu, i u privatnom je vlasništvu.
Beaver Creek Resort posjeduje 16 žičara i 146 staza za skijanje.
Najbliži gradić je Vail.

## Vanjske poveznice
- Službena stranica